# Lillian Pierce
Lillian Beatrix Pierce () é uma matemática estadunidense, cuja pesquisa conecta a teoria dos números com a análise harmônica. Foi uma das primeiras matemáticas a provar limites superiores não triviais no número de elementos de ordem finita em um grupo de classes do ideal. Ganhou o Prêmio Sadosky de 2018 por pesquisa que "abrange e conecta um amplo espectro de problemas que vão desde somas de caracteres na teoria dos números até operadores integrais singulares em espaços euclidianos", incluindo em particular "um teorema de Carleson polinomial para variedades". É professora de matemática na Universidade Duke e bolsista von Neumann no Instituto de Estudos Avançados de Princeton.
Para o Congresso Internacional de Matemáticos de 2022 em São Petersburgo está listada como palestrante convidada.